# Stepan Dzjunkovskij
Stepan Semenovitj Dzjunkovskij (ryska: Степан Семенович Джунковский), född 25 december 1762 i Lebedyn, död 3 april 1839 i Sankt Petersburg, var en rysk ämbetsman.
Dzjunkovskij tillhörde en ukrainsk familj, idkade mångåriga studier i utlandet, blev sedan lärare för Paul I:s döttrar och 1802 chef i departementet för statshushållning och allmänna arbeten. I sistnämnda befattning tog han initiativ till flera betydelsefulla ekonomiska reformer; bland annat lät han genom från England inkallade kväkare uttorka de värsta träsktrakterna i Sankt Petersburgs omgivningar. Han umgicks även med planer på livegenskapens upphävande, vilka dock strandade på adelns och byråkratins motstånd. Han åtnjöt stort anseende som författare i lanthushållning, främst genom sitt stora arbete "Neues und vollständiges System der Landwirtschaft" (15 band, 1817).